# Hulpverleningszone

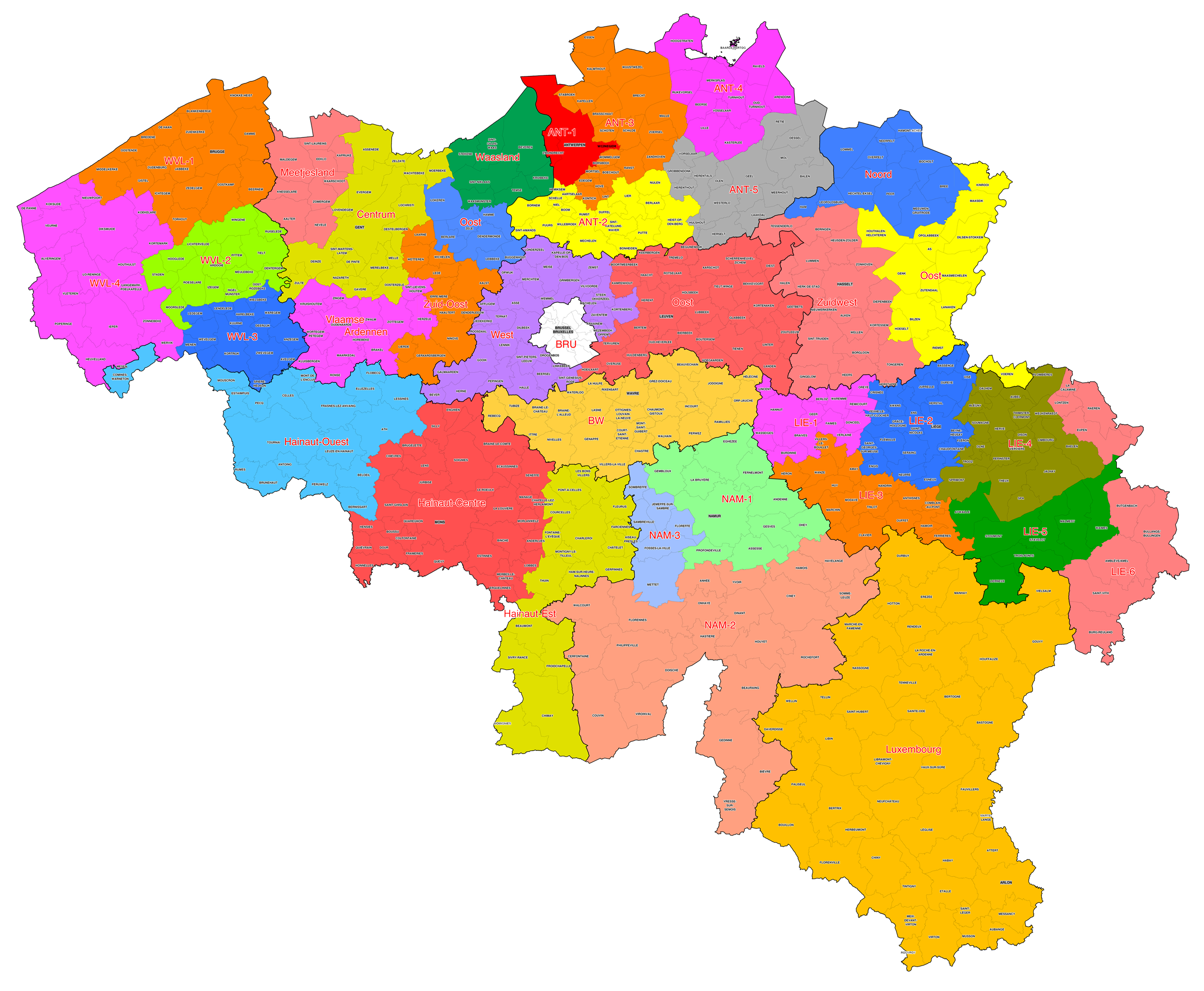
Kaart van de hulpverleningszones

De hulpverleningszones (Frans: zones de secours) vormen de organisatiestructuur van de brandweerdiensten in België. Er zijn er in totaal 35 (plus Brussel) en ze vervangen sinds 1 januari 2015 de kleinere "prezones". De schaalvergroting werd doorgevoerd in het kader van de brandweerhervorming. Aanleiding voor deze hervorming was de gasramp in Gellingen, waarbij bleek dat de organisatie van de hulpdiensten niet meer voldeed aan de noden van de huidige maatschappij. Na de ramp werd door de federale regering een commissie opgericht die de hervorming moest uitwerken. De commissie baseerde zich op drie basisprincipes:
- Snelste adequate hulp: bij noodgevallen wordt niet meer de territoriaal bevoegde brandweer maar de brandweer die het snelst ter plaatse kan zijn uitgestuurd.
- Zelfde basisbescherming: elke burger heeft recht op dezelfde basisbescherming zonder daar in verhouding overdreven veel voor te moeten betalen.
- Schaalvergroting: een schaalvergroting is noodzakelijk opdat de beschikbare middelen efficiënter worden ingezet en grote incidenten beter worden aangepakt.

Elke zone heeft rechtspersoonlijkheid en wordt bestuurd door een zoneraad en zonecollege. De burgemeesters van de respectievelijke gemeenten vormen van rechtswege de zoneraad, die het zonecollege aanstelt. Het zonecollege benoemt op zijn beurt een zonecommandant, die belast is met de organisatie en het beheer van de zone.
In Brussel-Hoofdstad is het een gewestelijke instelling, de Brusselse Hoofdstedelijke Dienst voor Brandbestrijding en Dringende Medische Hulp (DBDMH), die instaat voor de brandweerdiensten. De DBDMH valt grotendeels buiten het federaal georganiseerd systeem van hulpverleningszones.

## Wijzigingen van zones
- Op 1 januari 2016 wijzigden de gemeenten Anderlues, Erquelinnes, Lobbes en Merbes-le-Château van Hulpverleningszone Henegouwen-Centrum naar Hulpverleningszone Henegouwen-Oost.[1]
- Op 1 oktober 2016 veranderden alle hulpverleningszones van naam.[2]
- Op 1 januari 2019 werden door gemeentelijke fusies enkele gemeenten toegevoegd/verwijderd uit de hulpverleningszones.[3]
- Op 1 januari 2019 veranderde de naam van "Hulpverleningszone Oost" naar "Brandweerzone Oost".[4]
- Op 24 oktober 2019 veranderde de naam van "Hulpverleningszone Vlaamse Ardennen" naar "Brandweerzone Vlaamse Ardennen".[5]
- Op 13 maart 2020 veranderde de naam van "Hulpverleningszone Rivierenland" naar "Brandweerzone Rivierenland".[6]

Naar aanleiding van de gemeentefusies van 1 januari 2025 zijn er een hele reeks wijzigingen gepland.

## Lijst
| Hulpverleningszone                     | Provincie                      | Aantal gemeenten | Aantal posten | Oppervlakte (in km²) | Bevolking (01/01/2024) | Beschrijving                                            |
| -------------------------------------- | ------------------------------ | ---------------- | ------------- | -------------------- | ---------------------- | ------------------------------------------------------- |
| Brandweer Zone Antwerpen               | Antwerpen                      | 2                | 9             | 216,08               | 566.718                | Stad Antwerpen en Wijnegem                              |
| Brandweerzone Rivierenland             | Antwerpen                      | 18               | 15            | 566,94               | 441.132                | Zuidwesten provincie Antwerpen (streek rond Mechelen)   |
| Brandweer Zone Rand                    | Antwerpen                      | 20               | 19            | 709,50               | 419.118                | Streek rond stad Antwerpen                              |
| Hulpverleningszone Taxandria           | Antwerpen                      | 12               | 12            | 631,50               | 201.025                | Noordoosten provincie Antwerpen (streek rond Turnhout)  |
| Brandweer Zone Kempen                  | Antwerpen                      | 15               | 7             | 728,53               | 270.201                | Zuidoosten provincie Antwerpen (streek rond Geel)       |
| Hulpverleningszone Oost Vlaams-Brabant | Vlaams-Brabant                 | 32               | 8             | 1.233,71             | 546.949                | Ongeveer het arrondissement Leuven                      |
| Brandweerzone Vlaams-Brabant West      | Vlaams-Brabant                 | 31               | 10            | 879,99               | 639.867                | Ongeveer het arrondissement Halle-Vilvoorde             |
| Hulpverleningszone Waals-Brabant       | Waals-Brabant                  | 27               | 6             | 1.097,20             | 409.782                | Provincie Waals-Brabant                                 |
| DBDMH                                  | Brussels Hoofdstedelijk Gewest | 19               | 8             | 162,42               | 1.222.637              | Brussels Hoofdstedelijk Gewest                          |
| Brandweerzone Vlaamse Ardennen         | Oost-Vlaanderen                | 13               | 8             | 550,62               | 185.781                | Zuidwesten provincie Oost-Vlaanderen (Regio Oudenaarde) |
| Brandweerzone Centrum                  | Oost-Vlaanderen                | 16               | 15            | 958,02               | 609.185                | Regio Gent                                              |
| Brandweerzone Oost                     | Oost-Vlaanderen                | 8                | 9             | 347,97               | 207.086                | Regio met Dendermonde en Lokeren                        |
| Hulpverleningszone Zuid-Oost           | Oost-Vlaanderen                | 7                | 7             | 338,19               | 255.066                | Grootste deel van de Denderstreek                       |
| Hulpverleningszone Waasland            | Oost-Vlaanderen                | 6                | 9             | 461,88               | 251.066                | Het Waasland (Regio Sint-Niklaas)                       |
| Hulpverleningszone Meetjesland         | Oost-Vlaanderen                | 5                | 4             | 354,18               | 90.608                 | Het Meetjesland (Regio Eeklo)                           |
| Hulpverleningszone Henegouwen-Centrum  | Henegouwen                     | 28               | 11            | 1.367,63             | 556.543                | Bergen en omringende gemeenten                          |
| Hulpverleningszone Henegouwen-Oost     | Henegouwen                     | 22               | 6             | 1.242,77             | 474.436                | Charleroi en omringende gemeenten                       |
| Hulpverleningszone Picardisch Wallonië | Henegouwen                     | 19               | 7             | 1.202,43             | 320.148                | Doornik en omringende gemeenten                         |
| Hulpverleningszone Hesbaye             | Luik                           | 13               | 2             | 390,07               | 76.663                 | (Luiks) Haspengouw                                      |
| Luik Zone 2 IILE-SRI                   | Luik                           | 21               | 7             | 590,36               | 565.529                | Luik en omringende gemeenten                            |
| HEMECO                                 | Luik                           | 15               | 2             | 599,08               | 106.423                | Regio tussen Hoei en Hamoir                             |
| Vesdre - Hoëgne & Plateau              | Luik                           | 19               | 9             | 798,79               | 234.302                | Regio rond Verviers                                     |
| 5 Warche Amblève Lienne (ZS5 W.A.L.)   | Luik                           | 7                | 4             | 632,69               | 49.468                 | Regio rond Malmedy                                      |
| Zone DG                                | Luik                           | 9                | 7             | 846,14               | 78.604                 | De Duitstalige Gemeenschap                              |
| Brandweerzone Oost-Limburg             | Limburg                        | 13               | 7             | 883,62               | 328.615                | Regio Genk - Maaseik                                    |
| Hulpverleningszone Noord-Limburg       | Limburg                        | 8                | 4             | 540,58               | 160.730                | Regio Lommel                                            |
| Hulpverleningszone Zuid-West Limburg   | Limburg                        | 17               | 8             | 999,10               | 410.753                | Regio Hasselt - Haspengouw                              |
| Hulpverleningszone Luxemburg           | Luxemburg                      | 43               | 17            | 4.439,71             | 295.049                | Eén voor de hele provincie                              |
| DINAPHI                                | Namen                          | 22               | 12            | 2.507,12             | 178.975                | De arrondissementen Dinant en Philippeville             |
| Hulpverleningszone NAGE                | Namen                          | 10               | 4             | 831,20               | 232.709                | Namen en omringende gemeenten                           |
| Hulpverleningszone Val de Sambre       | Namen                          | 6                | 3             | 336,50               | 87.770                 | Zes gemeenten ten westen van Namen (o.a. Sambreville)   |
| Hulpverleningszone Zone 1              | West-Vlaanderen                | 17               | 11            | 952,87               | 446.648                | De regio met Brugge en Oostende                         |
| Zone Midwest                           | West-Vlaanderen                | 13               | 17            | 554,81               | 235.212                | De regio met Roeselare en Tielt                         |
| Hulpverleningszone Fluvia              | West-Vlaanderen                | 14               | 14            | 449,39               | 322.249                | Kortrijk en omringende gemeenten                        |
| Brandweer Westhoek                     | West-Vlaanderen                | 18               | 22            | 1187,25              | 222.266                | De Westhoek (Regio Ieper - Veurne)                      |